# Maria Planas Monge
Maria Planas Monge (Barcelona, 12 de juliol de 1936) és una exjugadora i entrenadora de basquetbol catalana.
Fou jugadora de la Penya Esportiva Montserrat (PEM) en les competicions d'Educación y Descanso. S'inicià com a entrenadora amb el mateix equip, guanyant un Campionat d'Espanya de segona divisió i aconseguint l'ascens a la Primera Divisió Femenina. Tanmateix, no arribà a debutar-hi degut a les dificultats econòmiques del club barceloní i, juntament amb altres jugadores com Rosa i Mercedes Castillo, s'incorporaren al Picadero Jockey Club la temporada 1973-74.
Entre d'altres reconeixements, ha estat reconeguda com a Forjadora de la Història Esportiva de Catalunya (1997) i com a Històrica del Bàsquet Català (1999). El desembre de 2022 ingressà al Saló de la Fama de la Federació Internacional de Bàsquet, essent la primera dona de l'Estat espanyol en fer-ho.

## Palmarès
- 7 Lligues espanyoles de bàsquet femenina: 1974-75, 1975-76, 1977-78, 1986-87, 1987-88, 1988-89, 1989-90
- 6 Copes espanyoles de bàsquet femenina: 1978, 1979, 1980, 1987, 1988, 1989